# Liste des gouverneurs actuels des provinces du Gabon
 (août 2023).
Cette page dresse la liste des gouverneurs actuels des 9 provinces du Gabon.

## Gouverneurs
| Province        | Nom                       | Depuis le      |
| --------------- | ------------------------- | -------------- |
| Estuaire        | Marie-Françoise DIKOUMBA  | 9 avril 2020   |
| Haut-Ogooué     | Jacques Denis Tsanga      | 9 avril 2020   |
| Moyen-Ogooué    | Jean Benoît Bekalé        | 5 octobre 2024 |
| Ngounié         | Francis Oyinamono         | 5 octobre 2024 |
| Nyanga          | Jean Robert Mabobet       | 5 octobre 2024 |
| Ogooué-Ivindo   | Mme Christianne Lecka     | 9 avril 2020   |
| Ogooué-Lolo     | Mr Jean Bosco Assingabani | 9 avril 2020   |
| Ogooué-Maritime | Mr Paul Ngome Ayong       | 9 avril 2020   |
| Woleu-Ntem      | Jules Djeki               | 9 avril 2020   |